# Kostniak
Kostniak (łac. osteoma) – łagodny, wolno rosnący nowotwór kości, zbudowany z dojrzałej, zbitej lub gąbczastej tkanki kostnej. Zmiany te najczęściej lokalizują się w obrębie kości czaszki i twarzoczaszki, zwłaszcza w zatokach przynosowych (szczególnie czołowej), a także w kości czołowej, sitowej i żuchwie. Kostniaki mogą występować pojedynczo lub jako zmiany mnogie, szczególnie w przebiegu zespołu Gardnera – dziedzicznej choroby genetycznej.
W zależności od lokalizacji wyróżnia się:
- kostniaki homoplastyczne – rozwijające się na powierzchni kości,
- kostniaki heteroplastyczne – powstające w tkankach miękkich (np. w mięśniach), gdzie normalnie nie występuje tkanka kostna.

Etiologia kostniaków nie jest do końca poznana, natomiast rozważa się czynniki:
- rozwojowe (embrionalne) – błędna organizacja tkanki w czasie wzrostu,
- urazowe – jako reakcja na przewlekłe drażnienie okostnej,
- zapalne lub infekcyjne – zwłaszcza w obrębie zatok[2].

Chociaż większość kostniaków przebiega bezobjawowo i wykrywana jest przypadkowo w badaniach obrazowych, większe zmiany (szczególnie w obrębie struktur czaszkowo-twarzowych) mogą powodować:
- bóle głowy,
- ból twarzy,
- objawy oczne, takie jak proptoza,
- zaburzenia drożności przewodów nosowo-zatokowych i wtórne infekcje[3].